# Konta Barbara
Konta Barbara (Budapest, 1981. szeptember 18. –) magyar színésznő, műsorvezető. Legismertebb szerepe Hoffer Eszter a Barátok köztben.

## Karrierje
1998 és 2002 között Hoffer Esztert játszotta az RTL Klub Barátok közt című napi sorozatában. Ezt követően a TV2-n előbb a Lazac című reggeli műsor egyik műsorvezetője volt, majd 2004-ben saját talkshow-t kapott, ami a Barbara - Dumáljuk meg! címet viselte. A 2000-es években a Ruttkai Éva Színházban játszott.

## Színházi szerepei
A Színházi adattárban regisztrált bemutatóinak száma: 4.
| Darab            | Szerep                               | Színház             | Bemutató           | Forrás |
| ---------------- | ------------------------------------ | ------------------- | ------------------ | ------ |
| A doktor úr      | Lenke, Sárkányné húga                | Ruttkai Éva Színház | 2002. december 10. | [ 6 ]  |
| A kaktusz virága | Antónia, Julien barátnője (2005-ben) | Ruttkai Éva Színház | 1996. november 21. | [ 7 ]  |
| Charley nénje    | Kitty Verdun                         | Ruttkai Éva Színház | 2003. október 8.   | [ 8 ]  |
| Nyolc nő         | Catherine                            | Ruttkai Éva Színház | 2004. március 8.   | [ 9 ]  |